# Астон (лунный кратер)
Кратер Астон (лат. Aston) — ударный кратер у северо-западного края видимой стороны Луны. Название дано в честь английского физика Фрэнсиса Уильяма Астона (1877—1945) и утверждено Международным астрономическим союзом в 1964 г. Образование кратера относится к нектарскому периоду.

## Описание кратера

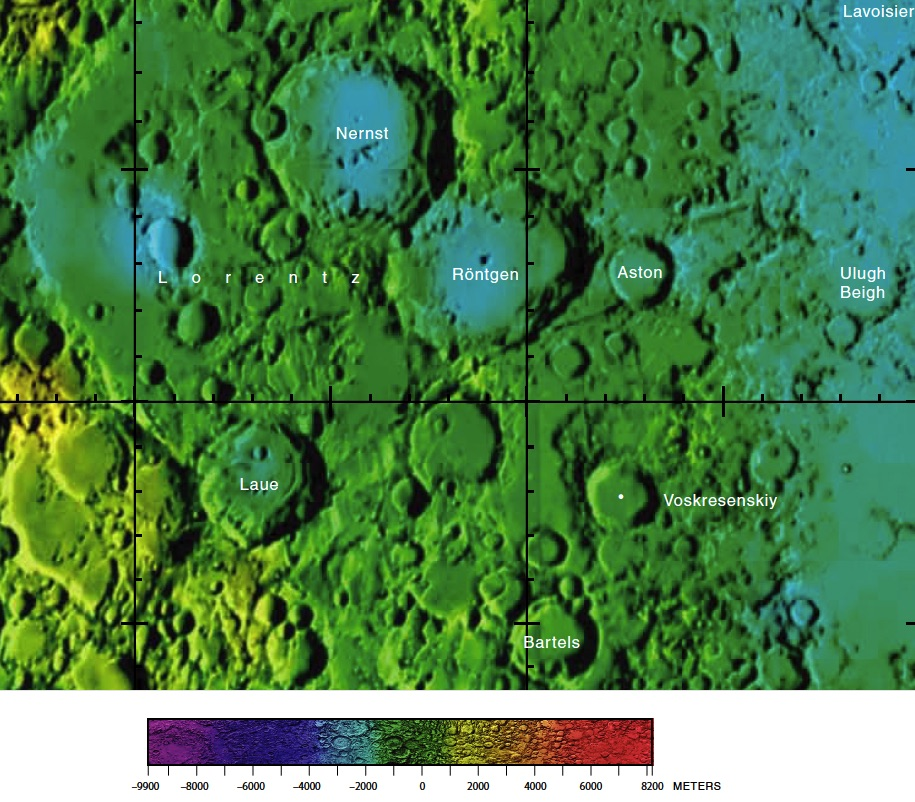
Окрестности кратера Астон. Фрагмент карты обратной стороны Луны.

На западе от кратера расположен кратер Рентген; на востоке, на границе Океана Бурь — кратер Улугбек; на юге — кратер Воскресенский. Селенографические координаты центра кратера 32°46′ с. ш. 87°41′ з. д. / 32,77° с. ш. 87,68° з. д., диаметр 44,5 км, глубина 2,07 км.
Кратер имеет циркулярную форму, вал кратера несколько изменен и сглажен последующими импактами. Высота вала над окружающей местностью составляет 1060 м, объем кратера приблизительно 1400 км³. Дно кратера ровное, без особенных структур за исключением мелких кратеров, центральный пик отсутствует.
До своего переименования кратер Астон считался сателлитным кратером Улугбек Е. Вследствие его расположения на краю диска видимой стороны Луны наблюдаемость кратера зависит от либрации.

## Сателлитные кратеры

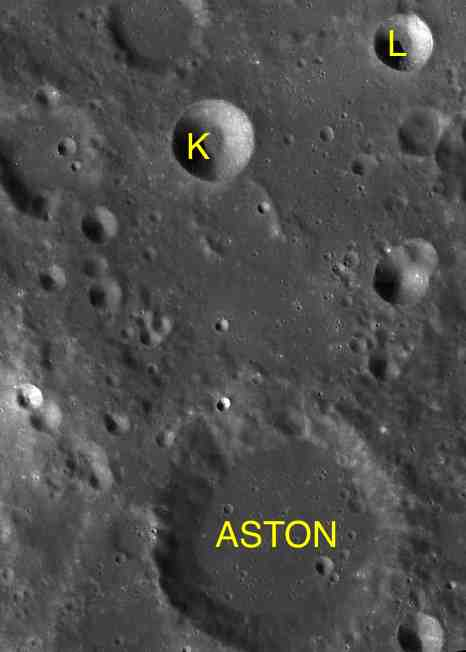
Фрагмент карты LAC-36.

| Астон | Координаты                                            | Диаметр, км |
| ----- | ----------------------------------------------------- | ----------- |
| K     | 35°02′ с. ш. 87°53′ з. д. / 35,04° с. ш. 87,89° з. д. | 14,5        |
| L     | 35°28′ с. ш. 86°31′ з. д. / 35,47° с. ш. 86,51° з. д. | 10,1        |